# Krešimir Čač
Krešimir Čač, né le 12 janvier 1976 à Zagreb, est un nageur croate.

## Palmarès

### Championnats d'Europe en petit bassin
- Championnats d'Europe en petit bassin 1996 à Rostock
  -  Médaille de bronze du 200 mètres quatre nages

### Jeux méditerranéens
- Jeux méditerranéens de 1997 à Bari
  -  Médaille d'argent du 400 mètres quatre nages
  -  Médaille de bronze du 200 mètres quatre nages